# Prudencio Sánchez Hernández
Prudencio Sánchez Hernández, conegut com a Pruden (Babilafuente, Salamanca, Espanya, 1 de desembre de 1916 - Madrid, 25 de febrer de 1998), va ser un futbolista espanyol. Jugava de davanter centre i va ser màxim golejador de la Primera Divisió d'Espanya la temporada 1940-1941, amb l'Atlético Aviación (Atlético de Madrid).

## Trajectòria
Pruden va iniciar la seva carrera a la Unión Deportiva Salamanca. La temporada 1940-1941 va fitxar per l'Atlètic de Madrid (llavors Atlético Aviación), amb el qual es va proclamar campió de Lliga. Pruden va tenir un debut espectacular a primera divisió en proclamar-se pitxitxi de la categoria amb 33 gols (30, segons altres fonts), una xifra mai assolida fins llavors per cap altre futbolista. No obstant, no va arribar a un acord amb el club per a la seva renovació i finalitzada la temporada va tornar a la UD Salamanca, a Segona Divisió, on va compaginar el futbol amb els seus estudis de medicina.
El 1943 va fitxar pel Reial Madrid, on va jugar fins al 1948. En la seva etapa madridista va guanyar dues Copes del Generalísimo. Entre els partits històrics amb la samarreta blanca hi ha els quatre gols que li va marcar el 13 de juny de 1943 al FC Barcelona, en un partit que va acabar 11-1, la major golejada encaixada pel club barceloní davant el Reial Madrid.
L'any següent va jugar a Tercera Divisió amb el Reial Saragossa i va acabar la seva carrera el 1953 al Plus Ultra.
Després de retirar-se dels terrenys de joc, va passar a formar part dels serveis mèdics del Reial Madrid. El 18 de maig de 1958, en un partit entre el Reial Madrid i la Unión Deportivo Salamanca corresponent als vuitens de final de la Copa del rei, se li va retre homenatge lliurant-li la insígnia del Club per part del seu excompany Dámaso Sánchez de Vega.

## Palmarès
Amb l'Atlético Aviación:
- Lliga espanyola (Primera Divisió): 1940-41.
- Màxim golejador de la Lliga espanyola (Trofeu Pitxitxi): 1940-41.

Amb el Real Madrid:
- 2 Copes d'Espanya (Copa del Generalísimo): 1945/46 i 1946/47.